# القانون الدستوري

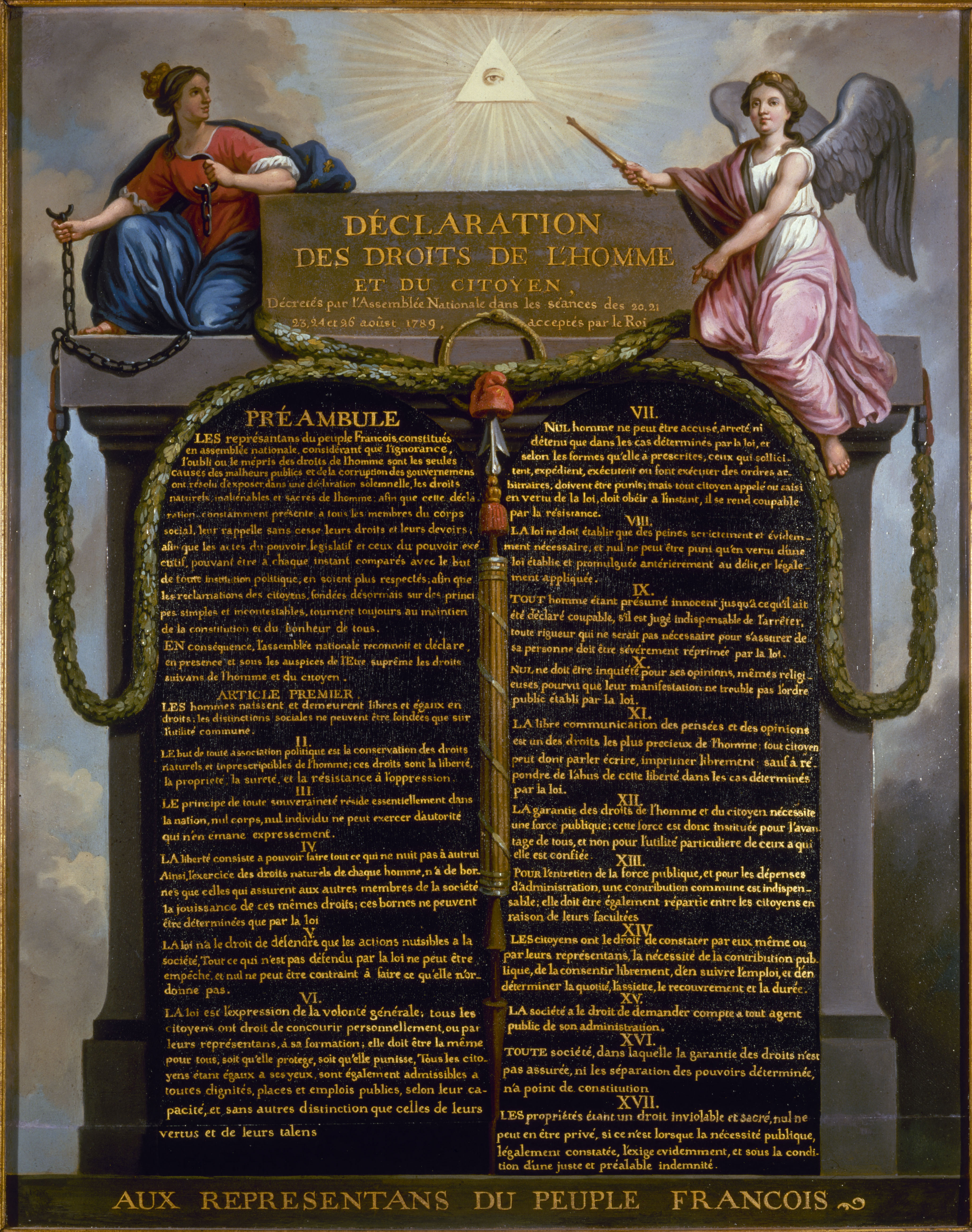
الفرنسيون في إعلان حقوق الإنسان والمساواة والمواطن الذي لا يزال ذا مبادئ دستورية

القانون الدستوري هو مجموعة من المبادئ والأحكام والقواعد التي تتعلق بالأسس التي تنبني عليها الدولة وكذلك بتنظيم الحكم وسيره داخلها وتشكل هذه المبادئ والقواعد والاحكام أهم المعطيات القانونية المتصلة بالحكم داخل الدولة. وتوجد هذه المعطيات، غالبا، ضمن وثيقة مكتوبة أي دستور نظرا لما يتميز به من الناحية الشكلية وما يتضمنه.
و قد ظهر اصطلاح «قانون دستوري» في أوائل القرن العشرين في البلاد العربية أما في الغرب فقد ظهر في إيطاليا في القرن الثامن عشر وظهر في فرنسا بصفة رسمية سنة 1834 على يد وزير المعارف في عهد حكومة «لويس فيليب جيسو» الذي قرر إنشاء أول كرسي يحمل اسم قانون دستوري بكلية الحقوق بباريس وذلك بهدف تدريس أحكام الدستور الفرنسي لسنة 1930.

## معايير تعريف القانون الدستوري
اختلف المفكرون وتباينت اتجاهاتهم تبعاً للمعيار الذي استند عليه كل فريق واتخذوها أساساً لتعريف القانون الدستوري وتحديد مضمونه وهي أربع معايير.
- أولاً: المعيار اللغوي.
- ثانياً: المعيار الشكلي.
- ثالثاً: المعيار الموضوعي.
- رابعا: المعيار الأكاديمي.

## وظيفة الدستور

### الدولة والبنية القانونية
في كثير من الأحيان القوانين الدستورية تعتبر الثانية لوضع قواعد النظام أو حول وضع قواعد لممارسة السلطة. إنه يحكم العلاقات بين السلطة القضائية والسلطة التشريعية والسلطة التنفيذية مع الهيئات التي تحت سلطته. واحدة من المهام الرئيسية للدستور في هذا السياق هو الإشارة إلى العلاقات الهرمية للسلطة على سبيل المثال، في دولة وحدوية، فإن الدستور سترة السلطة النهائية في وحدة الإدارة المركزية والسلطة التشريعية، والسلطة القضائية، وإن كان كثيرا ما يكون هناك تفويض للسلطة أو السلطة المحلية أو السلطات البلدية.عندما ينص الدستور على دولة فيدرالية، فإنه سيتم التعرف على عدة مستويات من التعايش مع الحكومة أو تقاسم المناطق الحصري الولاية القضائية على سن القوانين وتطبيقها وتنفيذها.

### حقوق الإنسان
حقوق الإنسان أو الحريات المدنية تشكل جزءا أساسيا من دستور البلاد، وتنظم حقوق الفرد ضد الدولة. معظم الولايات القضائية، مثل الولايات المتحدة وفرنسا، لها دستور مدون، مع شرعة الحقوق. ومن الأمثلة الحديثة على ذلك ميثاق الحقوق الأساسية للاتحاد الأوروبي الذي يهدف إلى أن تدرج في المعاهدة المنشئة لدستور لأوروبا، التي لم يتم التصديق عليها. ولعل المثال الأكثر أهمية هو الإعلان العالمي لحقوق الإنسان في إطار ميثاق الأمم المتحدة. والقصد من هذه ضمان السياسية الأساسية والمعايير الاجتماعية والاقتصادية أن الدولة القومية، أو الهيئة الحكومية الدولية ملزمة أن تقدم إلى مواطنيها ولكن الكثير لا تشمل الحكومات لها.

### الإجراء التشريعي
قد تتمثل المهمة الرئيسية للدستور يكون لوصف الإجراء الذي قد قامت البرلمانات بتشريعه. اصل تشريع القوانين من صنع سلطة تشريعية (البرلمان)وفي بعض الحالات برلمان يحق السلطة تنفيذية ورئيسها (رئيس الدولة، رئيس الوزراء) إن يصدر القوانين ويسمي (مراسيم لها قوة قانونية)لكن بشرط ان هناك ظروف معين يوجه البلاد طبيعية ام غير طبيعية طبيعية (كوارث...)غير طبيعي (انقلاب ثورة...)

### سيادة القانون
مبدأ سيادة القانون يفرض أن الحكومة يجب أن تتم وفقا للقانون.
حددت ثلاثة عناصر أساسية من الدستور البريطانية التي كانت تدل على سيادة القانون:
عدم وجود سلطة تعسفية؛
المساواة أمام القانون؛
الدستور هو نتيجة للقانون العادي من الأرض.